# Distorted
Distorted (engl. für „verzerrt, deformiert“) ist eine israelische Metal-Band aus Bat Jam. Die Musik der Gruppe ist eine Mischung aus Progressive-, Symphonic- und Death Metal. Übergreifend könnte sie am ehesten als Dark Metal bezeichnet werden.

## Geschichte
Distorted wurde 1996 von Schulfreunden gegründet. Die Band will nach eigener Aussage die brutale Seite des Metal mit Elementen der orientalischen Musik verfeinern, so einen erfrischenden Trend in die Szene der Metal-Bands mit weiblicher Sängerin einbringen und ein perfektes Beispiel für das Klischee „Die Schöne und das Biest“ geben.
Nach zwei Demoaufnahmen, einer EP und einer Single ging die Band 2005 ins schwedische Studio „Underground“ und nahm das erste Album Memorial auf. Der Produzent Pelle Seather war bereits von Bands wie Draconian, Madder Mortem, Carnal Forge und Diablo Swing Orchestra bekannt und das Album erhielt auch international gute Kritiken.
Nach dem ersten Album begann die Band eine längere Serie von Touren. Dabei spielten sie mit Edguy, Megadeth, Destruction, Orphaned Land, Epica, Therion, Leaves’ Eyes, Draconian und Sirenia zusammen und traten auf dem prestigeträchtigen Metal Female Voices Fest auf. Gemeinsam mit Aborted wurde danach noch eine Tour durch Belgien, Frankreich und die Niederlande absolviert. Der bisherige Erfolg führte zu einem Vertrag für den internationalen Vertrieb mit dem englischen Musiklabel Candlelight Records.
Voices from Within wurde wieder im Studio „Underground“ von Pelle Seather produziert. Im Gegensatz zum ersten Album wirkten diesmal etliche befreundete Gastmusiker mit. Beim Gesang waren dies Thomas Vikström (Therion), Lisa Johansson (Draconian) und Sven de Caluwe (Aborted), an der Gitarre Henrik Bastrup Jacobsen (Koldborn, früher Hatesphere).
Anfang 2009 verließ Miri Milman die Band. Für die bereits gebuchten Auftritte sprang die befreundete Sängerin Michal Akrabi ein, die danach allerdings nach England ging, um Ausbildung und eigene Karriere fortzusetzen.
Die neue Sängerin Dor Mazor trat am 3. Juni 2010 zum ersten Mal mit Distorted auf, als die Band als Vorgruppe für die finnische Gruppe Swallow the Sun spielte.

## Diskografie
- 1998: Distorted (Demo)
- 2000: Demo
- 2001: Distorted (EP)
- 2004: Illusive (Single)
- 2006: Memorial
- 2008: Voices from Within